# Чачієті
Чачієті (груз. ჭაჭიეთი) — село в Грузії.
За даними перепису населення 2014 року в селі проживає 185 осіб.